# Ctenopelma areolatum
Ctenopelma areolatum là một loài tò vò trong họ Ichneumonidae.